# Ver gris

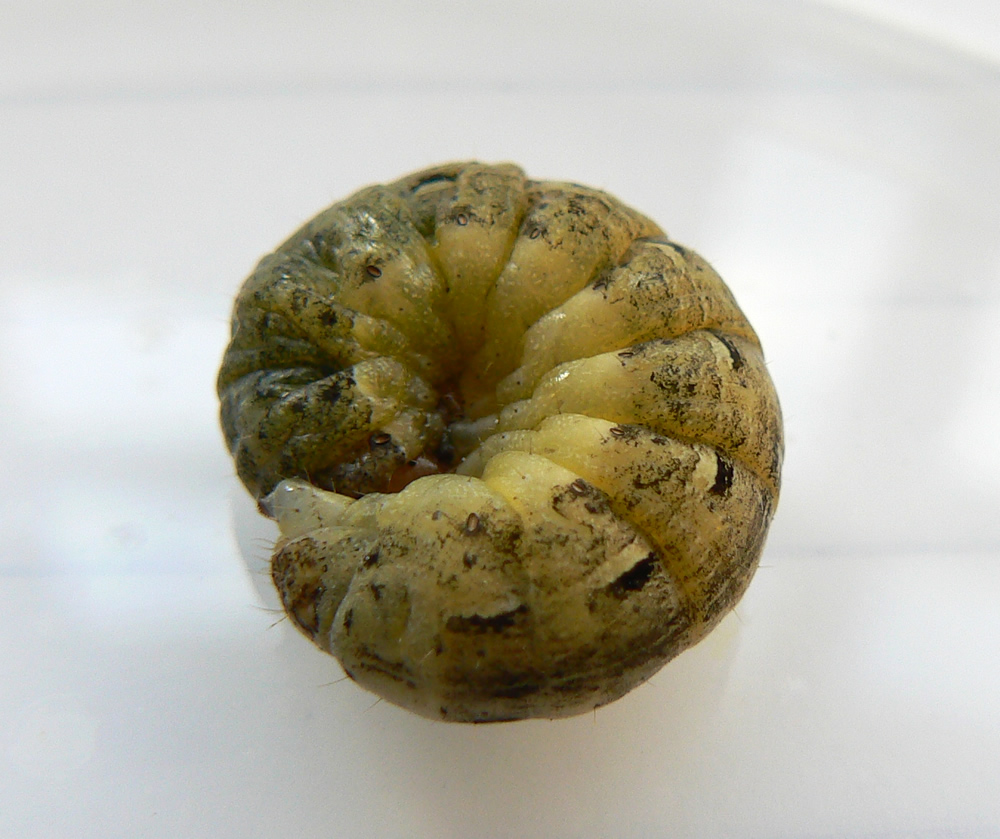
Exemple de vers gris : larve de Noctua pronuba (Triphène fiancée).

Les vers gris ne sont pas des vers au sens biologique du terme, mais des chenilles. Ce sont les larves de papillons nocturnes, connus aussi sous le nom de noctuelles (Noctuidae). Les vers gris se cachent sous la litière ou dans le sol pendant la journée et sortent dans l'obscurité pour se nourrir de plantes. Les premiers stades larvaires s'alimentent des feuilles et elles créent de petits trous aux contours irréguliers. Les stades plus avancés s'attaquent à la tige, souvent pendant les semis, et par conséquent coupent les plantules au ras du sol ; de là vient leur nom de cutworm en anglais ou gusano cortador en espagnol.

## Espèces
Le terme « ver gris » s'applique principalement aux larves de certaines espèces de la famille des Noctuidae, la plus grande famille de papillons nocturnes.
Cependant, cette appellation n'est pas applicable à toutes les espèces de noctuelles.

### Liste des principales espèces agricoles
- Actebia fennica
- Agrotis segetum
- Agrotis ipsilon
- Agrotis exclamationis
- Apamea devastator
- Euxoa auxiliaris
- Euxoa messoria
- Euxoa ochrogaster
- Euxoa scandens
- Feltia jaculifera
- Pedridroma saucia
- Noctua pronuba

## Comportement

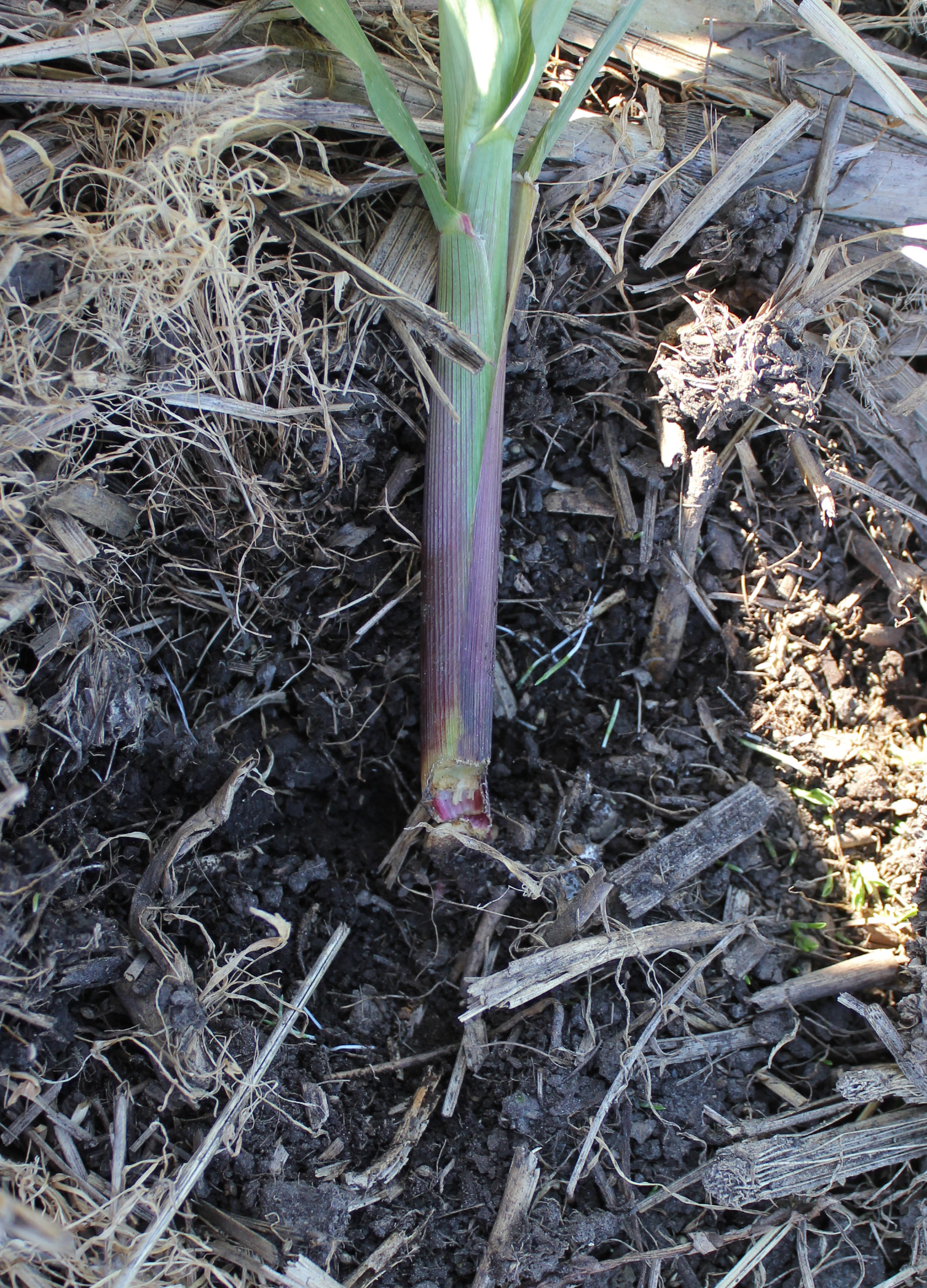
Plant coupé par le ver-gris noir (Agrotis ipsilon).

Les vers gris varient dans leur comportement alimentaire. Certains restent sous la plante qu'ils ont coupée et s'en nourrissent, tandis que d'autres se déplacent d'une plante à l'autre.
Ce type d'alimentation se traduit par des dégâts disproportionnés aux cultures. Les vers gris sont considérées comme des insectes ravageurs en agriculture. À titre d'exemple, les larves de la noctuelle des moissons (Agrotis segetum) sont considérés en Afrique du Sud comme l'un des principaux ravageurs du maïs.  
Le mode d'alimentation des vers-gris n'est qu'une version d'une stratégie d'évitement des prédateurs et parasitoïdes pendant le jour. Beaucoup d'autres chenilles, y compris de la famille des Noctuidae et certains types de chenilles processionnaires sortent la nuit pour se nourrir mais se cachent à nouveau dès l'apparition du jour. Certaines, telle que Klugeana philoxalis attaquent des Oxalis dans l'obscurité et se laissent tomber au sol dès qu'une lumière les éclaire. D'autres grimpent nuitamment aux arbres, par exemple des espèces d'Acacia, laissant des traînées de soie, mais il s'agit de traces individuelles, et non collective comme dans le cas des chenilles processionnaires. La chenille de la noctuelle des régions subtropicales, Serrodes partita, vit de façon similaire dans la litière sous sa plante nourricière, l'arbre Pappea capensis. Les vers gris sont des ravageurs notoires dans le domaine de l'agriculture et du jardinage. Ils sont des dévoreurs voraces de feuilles, de bourgeons et de tiges et peuvent détruire les plantes entières. Certaines espèces sont souterraines et dévorent les racines.

## Dommages
En s'alimentant, les larves de premiers stades créent de petits trous ou de petites entailles irrégulières. On retrouve ensuite des marges de feuilles grignotées. Aux derniers stades larvaires, les plants présentent une perte de vigueur (flétrissement) ou peuvent être complètement coupé au niveau du sol. Dans les champs, le peuplement semble clairsemé et possède une croissance non uniforme.

## Méthodes de lutte

### Agriculture
Dans les climats tempérés, certaines espèces hivernent à l'état larvaire ou au stade de chrysalide. Un labour ou un hersage d'automne peut en tuer un grand nombre en les exposant aux prédateurs naturels. C'est un moyen de lutte qui a démontré de bons résultats notamment dans les champs de céréales.
Dans certaines régions, les adultes sont migrateurs et pondent en début de saison, une fois les semis implantés. Il est alors difficile de réaliser la lutte mécanique.
La gestion des mauvais herbes et des résidus de cultures est également un facteur important pour prévenir une éventuelle infestation. Les champs ayant un couvert végétal en début du printemps sont très attirants pour les femelles. Celles-ci préfèrent pondre dans les mauvaises herbes. En condition favorable, le sol devrait être à nu 2 à 3 semaines avant les semis.
On peut également supprimer le fumier et le compost, en tablant plutôt sur d'autres formes de fertilisation. Cela a pour effet de décourager les noctuelles à pondre leurs œufs.

### Jardinage
La lutte mécanique (par piochage) peut également être utilisée par les jardiniers amateurs et permet d'abaisser les populations sans l'utilisation de pesticides. En outre, à tout moment au cours de la saison, si la population a été raisonnablement bien contrôlée mais qu'il existe des signes d'attaque localisée de vers gris, le jardinier amateur peut être en mesure de régler le problème simplement en creusant le sol à quelques centimètres de profondeur, et en tuant les chenilles manuellement.
Les vers gris de derniers stades s'attaquent généralement à la première partie de la plante qu'ils trouvent la nuit. Des colliers en aluminium fixés sur les tiges ou même des obstacles en carton peuvent offrir une protection efficace dans les jardins,.

## Parasitisme
Les vers gris sont les hôtes de nombreuses espèces de guêpes et de mouches parasitoïdes, notamment des espèces des familles des Braconidae, Ichneumonidae, Tachinidae et Eulophidae. Le taux de parasitisme peut atteindre dans certains cas de 75 à 80 % ,